# Julian Ochorowicz
Julian Leopold Ochorowicz, född 23 februari 1850 i Radzymin, död 1 maj 1917 i Warszawa, var en  polsk filosof.
Ochorowicz utgav, förutom många skrifter på polska, Bedingungen des Bewusstwerdens (1874), De la suggestion mentale (1887; andra upplagan 1889) och La méthode dans l'étique (1906). Hans ståndpunkt var positivistisk.